# تپه قلعه مانیزان
تپه قلعه مانیزان مربوط به سده‌های اولیه و میانه دوران‌های تاریخی پس از اسلام است و در شهرستان ملایر، بخش مرکزی، روستای مانیزان واقع شده و این اثر در تاریخ ۷ اسفند ۱۳۸۶ با شمارهٔ ثبت ۲۱۶۳۳ به‌عنوان یکی از آثار ملی ایران به ثبت رسیده است.